# Lawrence Eagleburger
Lawrence Eagleburger, né le 1er août 1930 à Milwaukee (Wisconsin) et mort le 4 juin 2011 à Charlottesville (Virginie), est un diplomate et un homme politique américain, qui fit sa carrière sous les présidents Richard Nixon, Gérald Ford, Jimmy Carter, Ronald Reagan et George H. W. Bush. Entre 1992 et 1993, il est le secrétaire d'État dans l'administration présidentielle de ce dernier.

## Biographie
Originaire de Milwaukee, dans le Wisconsin, Lawrence Eagleburger est diplômé de l'université du Wisconsin-Madison.
En 1957, il entre au Service des relations étrangères et exerce des fonctions en ambassade, consultat et au département d'état.
De 1961 à 1965, Lawrence Eagleburger est en poste à l'ambassade des États-Unis en Yougoslavie, à Belgrade.
En 1969, il entre dans l'administration de Richard Nixon en tant qu'assistant au conseiller à la sécurité nationale, Henry Kissinger.
En 1971, Lawrence Eagleburger occupe d'autres fonctions notamment celle de conseiller de la mission américaine au siège de l'OTAN à Bruxelles.
De 1977 à 1980, il est ambassadeur des États-Unis en Yougoslavie.
De 1982 à 1984, il est sous-secrétaire d'État aux affaires politiques au sein du département d'état sous la présidence de Ronald Reagan.
En 1989, George H. W. Bush le nomme vice-secrétaire d'État et conseiller du président pour la Yougoslavie où son rôle est controversé. En effet, partisan des Serbes et de l'unité yougoslave, il nie les atrocités commises par les milices paramilitaires dans la république sécessionniste de Croatie durant l'année 1991. Il y gagne le surnom de « Lawrence de Serbie »[réf. nécessaire].
Du 8 décembre 1992 au 23 janvier 1993, Lawrence Eagleburger fut pendant un peu plus d'un mois le dernier secrétaire d'État de George H. W. Bush.
À partir de 1998, il préside la Commission internationale des réclamations en matière d'assurance concernant la période de l’Holocauste.
En 2002 et 2003, bien que favorable à la destitution du président irakien Saddam Hussein, il estima qu'une invasion militaire de l'Irak était inappropriée et que l'Amérique n'était pas prête pour un tel conflit,.
En 2008, il apporte son soutien à John McCain lors de sa candidature à l'élection présidentielle mais critique publiquement son choix de Sarah Palin pour la vice-présidence, ne l'estimant pas prête pour cette fonction avant de se rétracter. Il estima par ailleurs que le candidat démocrate, Barack Obama, était un charlatan, visant plus particulièrement ses méthodes pour lever des fonds de campagne.
Il meurt d'une pneumonie le 4 juin 2011.